# Seznam hvězd v souhvězdí Pastýře
Toto je seznam významných hvězd v souhvězdí Pastýře (Bootes). Hvězdy jsou seřazeny podle zdánlivé hvězdné velikosti.